# Liga Mistrzyń UEFA (2020/2021)
Liga Mistrzyń UEFA 2020/21 – 20. edycja klubowych mistrzostw Europy w piłce nożnej kobiet organizowanych przez UEFA. Była to ostatnia edycja w starym formacie rozgrywek.
Finał odbył się na stadionie Gamla Ullevi w Göteborgu (Szwecja). Zwycięska drużyna automatycznie zakwalifikowała się do nowo utworzonej fazy grupowej Ligi Mistrzów UEFA Kobiet w sezonie 2021/22.
Obrońcą tytułu był Lyon, który wygrał pięć poprzednich edycji, ale został wyeliminowany przez Paris Saint-Germain w ćwierćfinale. Barcelona zdobyła swój pierwszy tytuł, pokonując w finale Chelsea i stając się pierwszym klubem, który wygrał zarówno męską, jak i żeńską Ligę Mistrzów.
Z powodu pandemii wirusa COVID-19 w Europie, liczba dostępnych miejsc na stadionach byłą uzależniona od decyzji lokalnych wydziałów zdrowia.

## Podział miejsc w rozgrywkach
Do określenia liczby drużyn uczestniczących w rozgrywkach dla każdego kraju wykorzystano ranking oparty na współczynnikach krajów UEFA dla kobiet:
- Federacje z miejsc 1-12 dostały dwa miejsca.

- Wszystkie pozostałe federacje, jeśli zgłosiły swój udział, dostały po jednym miejscu.

- Zwycięzcy poprzedniej edycji Ligi Mistrzyń mogą otrzymać dodatkowe miejsce, jeśli nie uda im się zakwalifikować do obecnej edycji poprzez swoją ligę krajową. Jednak zdobywczynie tytułu zakwalifikowały się poprzez swoją ligę krajową, co oznacza, że dodatkowe miejsce nie było konieczny w tym sezonie.

Aby zgłosić drużynę, związek musi mieć ligę krajową kobiet. W sezonie 2019/20 52 z 55 związków członkowskich UEFA zorganizowało krajową ligę kobiet, a wyjątkami są Andora, Liechtenstein i San Marino.
| Ranking | Federacja  | Współczynnik | Drużyny |
| ------- | ---------- | ------------ | ------- |
| 1       | Francja    | 90.500       | 2       |
| 2       | Niemcy     | 77.500       | 2       |
| 3       | Anglia     | 53.500       | 2       |
| 4       | Szwecja    | 53.500       | 2       |
| 5       | Hiszpania  | 52.000       | 2       |
| 6       | Czechy     | 39.000       | 2       |
| 7       | Dania      | 36.500       | 2       |
| 8       | Włochy     | 33.000       | 2       |
| 9       | Szwajcaria | 31.000       | 2       |
| 10      | Holandia   | 30.000       | 2       |
| 11      | Norwegia   | 28.500       | 2       |
| 12      | Kazachstan | 26.000       | 2       |
| 13      | Rosja      | 26.000       | 1       |
| 14      | Szkocja    | 24.500       | 1       |
| 15      | Islandia   | 21.000       | 1       |
| 16      | Litwa      | 21.000       | 1       |
| 17      | Cypr       | 19.000       | 1       |
| 18      | Austria    | 19.000       | 1       |
| 19      | Polska     | 18.000       | 1       |

| Ranking | Federacja            | Współczynnik | Drużyny |
| ------- | -------------------- | ------------ | ------- |
| 20      | Serbia               | 13.500       | 1       |
| 21      | Białoruś             | 12.500       | 1       |
| 22      | Bośnia i Hercegowina | 12.000       | 1       |
| 23      | Rumunia              | 12.000       | 1       |
| 24      | Portugalia           | 11.000       | 1       |
| 25      | Grecja               | 10.500       | 1       |
| 26      | Belgia               | 10.500       | 1       |
| 27      | Węgry                | 10.500       | 1       |
| 28      | Ukraina              | 10.000       | 1       |
| 29      | Finlandia            | 9.500        | 1       |
| 30      | Chorwacja            | 9.000        | 1       |
| 31      | Irlandia             | 8.500        | 1       |
| 32      | Słowenia             | 8.000        | 1       |
| 33      | Turcja               | 7.500        | 1       |
| 34      | Albania              | 5.500        | 1       |
| 35      | Bułgaria             | 5.000        | 1       |
| 36      | Izrael               | 5.000        | 1       |
| 37      | Estonia              | 4.500        | 1       |

| Ranking | Federacja          | Współczynnik | Drużyny |
| ------- | ------------------ | ------------ | ------- |
| 38      | Słowacja           | 3.000        | 1       |
| 39      | Walia              | 2.500        | 1       |
| 40      | Wyspy Owcze        | 2.500        | 1       |
| 41      | Irlandia Północna  | 2.000        | 1       |
| 42      | Czarnogóra         | 1.500        | 1       |
| 43      | Malta              | 1.000        | 1       |
| 44      | Kosowo             | 1.000        | 1       |
| 45      | Łotwa              | 1.000        | 1       |
| 46      | Mołdawia           | 0.500        | 1       |
| 47      | Macedonia Północna | 0.000        | 1       |
| 48      | Gruzja             | 0.000        | 1       |
| 49      | Luksemburg         | 0.000        | 1       |
| BR      | Armenia            | —            | 1       |
| BR      | Azerbejdżan        | —            | BU      |
| BR      | Gibraltar          | —            | BU      |
| BR      | Andora             | —            | BL      |
| BR      | Liechtenstein      | —            | BL      |
| BR      | San Marino         | —            | BL      |

Uwagi
- BR – Brak rankingu (federacja nie wystąpiła w żadnym z sezonów wykorzystanych do obliczenia współczynników)
- BU – Brak udziału (federacja nie przystąpiła do udziału w rozgrywkach)
- BL– Brak kobiecej ligi

## Drużyny
Na początku kwietnia 2020 r. UEFA ogłosiła, że z powodu pandemii COVID-19 w Europie termin zgłoszenia drużyn do rozgrywek został przesunięty do odwołania. 17 czerwca 2020 r. UEFA ogłosiła, że stowarzyszenia muszą zgłosić swoje drużyny do 10 sierpnia 2020 r. Sezon 2020/21 był pierwszym, w którym drużyny musiały uzyskać licencję klubową UEFA, aby uczestniczyć w Lidze Mistrzyń UEFA.
W sezonie 2020-21 w rozgrywkach UEFA Women's Champions League wzięły udział łącznie 62 drużyny z 50 z 55 stowarzyszeń członkowskich UEFA.
| Runda Startowa | Drużyny              | Drużyny              | Drużyny          | Drużyny              |
| -------------- | -------------------- | -------------------- | ---------------- | -------------------- |
| 1/16           | Lyon(Obrońca tytułu) | Paris Saint-Germain  | VfL Wolfsburg    | Bayern Monachium     |
| 1/16           | Chelsea              | Manchester City      | Rosengård        | Kopparbergs/Göteborg |
| 1/16           | FC Barcelona         | Atlético Madryt      | Slavia Praga     | Sparta Praga         |
| 1/16           | Fortuna Hjørring     | Brøndby              | Juventus         | Fiorentina           |
| 1/16           | Servette Chênois     | Zürich               | PSV              | Ajax                 |
| 1/16           | LSK Kvinner          | BIIK Kazygurt        |                  |                      |
|                |                      |                      |                  |                      |
| Kwalifikacje   | Vålerenga            | Okzhetpes            | CSKA Moskwa      | Glasgow City         |
| Kwalifikacje   | Valur                | Gintra Universitetas | Apollon Limassol | St. Pölten           |
| Kwalifikacje   | Górnik Łęczna        | Spartak Subotica     | FC Mińsk         | SFK 2000             |
| Kwalifikacje   | Olimpia Cluj         | Benfica              | PAOK             | Anderlecht           |
| Kwalifikacje   | Ferencváros          | Zhytlobud-2 Charków  | HJK              | Split                |
| Kwalifikacje   | Peamount United      | Pomurje              | ALG Spor         | Vllaznia             |
| Kwalifikacje   | NSA Sofia            | Ramat HaSharon       | Flora            | Slovan Bratysława    |
| Kwalifikacje   | Swansea City         | KÍ                   | Linfield         | Breznica Pljevlja    |
| Kwalifikacje   | Birkirkara           | Mitrovica            | Rīgas FS         | Agarista Anenii Noi  |
| Kwalifikacje   | Kamenica Sasa        | Lanchkhuti           | Racing FC        | Alashkert            |

## Terminarz
| Faza           | Runda                         | Data losowania       | Pierwszy mecz                                | Drugi mecz                                   |
| -------------- | ----------------------------- | -------------------- | -------------------------------------------- | -------------------------------------------- |
| Kwalifikacje   | Pierwsza runda kwalifikacyjna | 22 października 2020 | 3–4 listopada 2020                           | 3–4 listopada 2020                           |
| Kwalifikacje   | Druga runda kwalifikacyjna    | 6 listopada 2020     | 18–19 listopada 2020                         | 18–19 listopada 2020                         |
| Faza pucharowa | 1/16                          | 24 listopada 2020    | 8–9 grudnia 2020                             | 15–16 grudnia 2020                           |
| Faza pucharowa | 1/8                           | 16 lutego 2021       | 3–4 marca 2021                               | 10–11 marca 2021                             |
| Faza pucharowa | Ćwierćfinał                   | 12 marca 2021        | 23–24 marca 2021                             | 31 marca – 1 kwietnia 2021                   |
| Faza pucharowa | Półfinał                      | 12 marca 2021        | 24–25 kwietnia 2021                          | 1–2 maja 2021                                |
| Faza pucharowa | Finał                         | 12 marca 2021        | 16 maja 2021 stadion Gamla Ullevi, Göteborgu | 16 maja 2021 stadion Gamla Ullevi, Göteborgu |

## Kwalifikacje

### Pierwsza runda
Losowanie pierwszej rundy kwalifikacji odbyło się 22 października. Mecze rozegrano 3 i 4 listopada 2020.
| Drużyna 1            | Wynik                | Drużyna 2           |
| -------------------- | -------------------- | ------------------- |
| CSKA Moskwa          | 2–0                  | Flora               |
| FC Mińsk             | 3–0                  | Rīgas FS            |
| Spartak Subotica     | 4–0                  | Agarista Anenii Noi |
| Pomurje              | 3–0                  | Breznica Pljevlja   |
| Zhytlobud-2 Charków  | 9–0                  | Alashkert           |
| Okzhetpes            | 1–2 (a.e.t.)         | Lanchkhuti          |
| Valur                | 3–0                  | HJK                 |
| Vålerenga            | 7–0                  | KÍ                  |
| Górnik Łęczna        | 4–1                  | Split               |
| Apollon Limassol     | 3–0                  | Swansea City        |
| Gintra Universitetas | 4–0                  | Slovan Bratysława   |
| Ferencváros          | 6–1                  | Racing FC           |
| St. Pölten           | 2–0                  | Mitrovica           |
| NSA Sofia            | 3–1                  | Kamenica Sasa       |
| Anderlecht           | 8–0                  | Linfield            |
| Glasgow City         | 0–0 (a.e.t.) (6–5 p) | Peamount United     |
| PAOK                 | 1–3                  | Benfica             |
| Olimpia Cluj         | 2–1                  | Birkirkara          |
| Vllaznia             | 3–3 (a.e.t.) (3–2 p) | ALG Spor            |
| SFK 2000             | 4–0                  | Ramat HaSharon      |

### Druga runda
Losowanie drugiej rundy kwalifikacyjnej odbyło się 6 listopada 2020 roku. Mecze rozegrano 18 i 19 listopada.
| Drużyna 1            | Wynik                | Drużyna 2           |
| -------------------- | -------------------- | ------------------- |
| Górnik Łęczna        | 2–1                  | Apollon Limassol    |
| Gintra Universitetas | 0–7                  | Vålerenga           |
| Pomurje              | 4–1                  | Ferencváros         |
| Anderlecht           | 1–2                  | Benfica             |
| NSA Sofia            | 0–7                  | Spartak Subotica    |
| SFK 2000             | 0–2                  | Zhytlobud-2 Charków |
| Valur                | 1–1 (a.e.t.) (3–4 p) | Glasgow City        |
| St. Pölten           | 1–0                  | CSKA Moskwa         |
| Vllaznia             | 0–2                  | FC Mińsk            |
| Olimpia Cluj         | 0–1                  | Lanchkhuti          |

## Faza pucharowa

### 1/16 finału
Losowanie odbyło się 24 listopada 2020 roku. Pierwsze mecze odbyły się 9 i 10 grudnia, a rewanże 15, 16 i 17 grudnia 2020. Rewanż meczu Vålerengą i Brøndby nie odbył się ze względu na protokoły sanitarne w Norwegii wprowadzone ze względu na pandemię COVID-19.
| Drużyna 1            | Wynik dwumeczu | Drużyna 2           | Pierwszy mecz | Drugi mecz        |
| -------------------- | -------------- | ------------------- | ------------- | ----------------- |
| St. Pölten           | 3–0            | Zürich              | 2–0           | 1–0               |
| Juventus             | 2–6            | Lyon                | 2–3           | 0–3               |
| Pomurje              | 2–6            | Fortuna Hjørring    | 0–3           | 2–3               |
| PSV                  | 2–8            | FC Barcelona        | 1–4           | 1–4               |
| Lanchkhuti           | 0–17           | Rosengård           | 0–7           | 0–10              |
| Spartak Subotica     | 0–7            | VfL Wolfsburg       | 0–5           | 0–2               |
| Zhytlobud-2 Charków  | 2–2 (a)        | BIIK Kazygurt       | 2–1           | 0–1               |
| FC Mińsk             | 1–2            | LSK Kvinner         | 0–2           | 1–0               |
| Kopparbergs/Göteborg | 1–5            | Manchester City     | 1–2           | 0–3               |
| Fiorentina           | 3–2            | Slavia Praga        | 2–2           | 1–0               |
| Vålerenga            | 1–1 (4–5 p)    | Brøndby             | —             | 1–1 (po dogrywce) |
| Górnik Łęczna        | 1–8            | Paris Saint-Germain | 0–2           | 1–6               |
| Sparta Praga         | 3–1            | Glasgow City        | 2–1           | 1–0               |
| Benfica              | 0–8            | Chelsea             | 0–5           | 0–3               |
| Ajax                 | 1–6            | Bayern Monachium    | 1–3           | 0–3               |
| Servette Chênois     | 2–9            | Atlético Madryt     | 2–4           | 0–5               |

### 1/8 finału
Losowanie 1/8 finału odbyło się 16 lutego 2021 roku. Pierwsze mecze odbyły się 3, 4 i 9 marca, a rewanże 10, 11 i 17 marca 2021. Pierwszy mecz dwumeczu pomiędzy ekipami Paris Saint-Germain i Spartą Praga miał odbyć się w Pradze, ale z powodu kwarantanny wielu zawodniczek Sparty Praga przed pierwszym meczem ich kolejność została odwrócona. Rewanż pomiędzy drużynami PSG i Sparty Pragi nie odbył się, z powodu kwarantanny dużej liczby zawodniczek paryskiej drużyny. Ekipie ze stolicy Czech został przyznany walkower. Pomimo tego Sparta Praga odpadła z rozgrywek, ze względu na wysoką porażkę w pierwszym meczu.
| Drużyna 1           | Wynik dwumeczu | Drużyna 2        | Pierwszy mecz | Drugi mecz     |
| ------------------- | -------------- | ---------------- | ------------- | -------------- |
| VfL Wolfsburg       | 4–0            | LSK Kvinner      | 2–0           | 2–0            |
| FC Barcelona        | 9–0            | Fortuna Hjørring | 4–0           | 5–0            |
| Rosengård           | 4–2            | St. Pölten       | 2–2           | 2–0            |
| BIIK Kazygurt       | 1–9            | Bayern Monachium | 1–6           | 0–3            |
| Manchester City     | 8–0            | Fiorentina       | 3–0           | 5–0            |
| Paris Saint-Germain | 5–3            | Sparta Praga     | 5–0           | 0–3 (walkower) |
| Lyon                | 5–1            | Brøndby          | 2–0           | 3–1            |
| Chelsea             | 3–1            | Atlético Madryt  | 2–0           | 1–1            |

### Ćwierćfinał
Losowanie ćwierćfinałów, półfinałów oraz finału odbyło się 12 marca 2021 roku. Pierwsze mecze odbyły się 24 marca, a rewanże zostały rozegrane w dniach 31 marca, 1 kwietnia i 18 kwietnia 2021. O wyniku dwumeczu pomiędzy PSG a Lyonem zadecydowała zasada goli wyjazdowych.
| Drużyna 1           | Wynik dwumeczu | Drużyna 2       | Pierwszy mecz | Drugi mecz |
| ------------------- | -------------- | --------------- | ------------- | ---------- |
| Bayern Monachium    | 4–0            | Rosengård       | 3–0           | 1–0        |
| Paris Saint-Germain | 2–2            | Lyon            | 0–1           | 2–1        |
| FC Barcelona        | 4–2            | Manchester City | 3–0           | 1–2        |
| Chelsea             | 5–1            | VfL Wolfsburg   | 2–1           | 3–0        |

### Półfinał
Pierwsze mecze odbyły się 25 kwietnia, a rewanże zostały rozegrane 2 maja 2021. 
| Drużyna 1           | Wynik dwumeczu | Drużyna 2    | Pierwszy mecz | Drugi mecz |
| ------------------- | -------------- | ------------ | ------------- | ---------- |
| Paris Saint-Germain | 2–3            | FC Barcelona | 1–1           | 1–2        |
| Bayern Monachium    | 3–5            | Chelsea      | 2–1           | 1–4        |

### Finał
Mecz odbył się 16 maja 2021 roku.
| 16 maja 2021 21:00 CET | Chelsea | 0:4(0:4)raport | FC Barcelona · 1' (samobój) Leupolz · 14' (karny)Putellas · 21'Bonmatí · 36'Hansen | Gamla Ullevi, Göteborg Widzów: 0 Sędzia: Riem Hussein |
|                        |         |                |                                                                                    |                                                       |

| Chelsea | Barcelona |

| BR                 | 30 | Ann-Katrin Berger      |     |     |
| PO                 | 7  | Jessica Carter         |     |     |
| ŚO                 | 4  | Millie Bright          |     |     |
| ŚO                 | 16 | Magdalena Eriksson (c) |     |     |
| LO                 | 21 | Niamh Charles          |     |     |
| ŚP                 | 8  | Melanie Leupolz        |     | 46' |
| ŚPD                | 5  | Sophie Ingle           | 38' |     |
| ŚP                 | 10 | Ji So-yun              |     | 73' |
| PS                 | 14 | Fran Kirby             |     |     |
| ŚN                 | 23 | Pernille Harder        |     |     |
| LS                 | 20 | Sam Kerr               |     | 73' |
| Ławka rezerwowych: |    |                        |     |     |
| BR                 | 1  | Zećira Mušović         |     |     |
| BR                 | 28 | Carly Telford          |     |     |
| O                  | 3  | Hannah Blundell        |     |     |
| O                  | 25 | Jonna Andersson        |     |     |
| O                  | 29 | Jorja Fox              |     |     |
| P                  | 11 | Guro Reiten            |     | 46' |
| P                  | 17 | Jessie Fleming         |     |     |
| P                  | 24 | Drew Spence            |     |     |
| N                  | 9  | Bethany England        |     | 73' |
| N                  | 22 | Erin Cuthbert          |     | 73' |
| N                  | 33 | Agnes Beever-Jones     |     |     |
| Trener:            |    |                        |     |     |
| Emma Hayes         |    |                        |     |     |

| BR                 | 1  | Sandra Paños           |     |     |
| PO                 | 8  | Marta Torrejón         |     | 82' |
| ŚO                 | 12 | Patricia Guijarro      |     |     |
| ŚO                 | 4  | María Pilar León       |     |     |
| LO                 | 15 | Leila Ouahabi          | 69' | 82' |
| ŚP                 | 14 | Aitana Bonmatí         |     |     |
| ŚPD                | 10 | Kheira Hamraoui        |     |     |
| ŚP                 | 11 | Alexia Putellas (c)    |     | 71' |
| PS                 | 16 | Caroline Graham Hansen |     | 62' |
| ŚN                 | 7  | Jennifer Hermoso       |     | 71' |
| LS                 | 22 | Lieke Martens          |     |     |
| Ławka Rezerwowych: |    |                        |     |     |
| BR                 | 13 | Cata Coll              |     |     |
| BR                 | 25 | Gemma Font             |     |     |
| O                  | 3  | Laia Codina            |     |     |
| O                  | 5  | Melanie Serrano        |     | 82' |
| O                  | 18 | Ana-Maria Crnogorčević |     | 82' |
| O                  | 23 | Jana Fernández         |     |     |
| P                  | 6  | Vicky Losada           |     | 71' |
| N                  | 9  | Mariona Caldentey      |     | 62' |
| N                  | 20 | Asisat Oshoala         |     | 71' |
| N                  | 24 | Bruna Vilamala         |     |     |
| Trener:            |    |                        |     |     |
| Lluís Cortés       |    |                        |     |     |

Gracz meczu:
Aitana Bonmatí (FC Barcelona)
Sędzia Asystent:
 Katrin Rafalski
 Sara Telek
 Katalin Kulcsár
Asystent VAR:
Bastian Dankert
 Christian Dingert